# Улица Данила Киша (Београд)
| Улица · ДАНИЛА КИША | Улица · ДАНИЛА КИША |
| ------------------- | ------------------- |
|                     |                     |
| Општина             | Врачар              |
| Почетак             | Војислава Илића     |
| Дужина              | 117 m               |
| Ширина              | 10 m                |
| Створена            | непознато           |
| Названа             | 1991                |
|                     |                     |
|                     |                     |
|                     |                     |

Улица Данила Киша налази се на Врачару, у Београду, наставља се на Улицу Војислава Илића и сече Улицу Николе Стефановића. 

## Име улице
Улица носи по књижевнику Данилу Кишу, који се родио 22. фебруара 1935. године у Суботици. Рано детињство, од 1937. до 1942. године, Киш је провео са родитељима и старијом сестром Даницом у Новом Саду, где је завршио први разред основне школе, да би се након 1942. године и новосадског покоља војвођанских Срба и Јевреја, преселио у западну Мађарску, у родни крај свога оца, где је завршио основну школу и прва два разреда гимназије. Пошто му је отац 1944. године из гета у Залаегерскегу 1944. године пребачен у Аушвиц из којег се није вратио, посредством Црвеног крста, Киш је заједно са сестром и мајком репатриран на Цетиње 1947. На Цетињу Киш је полагао пријемни за Ликовну школу и био примљен, учио виолину у Државној музичкој школи, писао песме и завршио гимназију. Прву своју песму, написану поводом мајчине смрти, „Опроштај с мајком”, Киш је објавио у часопису „Омладински покрет” 1. априла 1953. године. Током студија наставио је да пише и објављује разне есеје, песме и приповетке, као и преводе са мађарског, руског и француског језика. У стваралаштву овог књижевника временом се издвојило пуно значајних наслова. „Мансарда”, „Псалам 44”, „Башта, пепео”, „Рани јади”, „Гробница за Бориса Давидовича” само су неки од њих. Последње године живота Киш је, као лектор за српски језик, провео у Паризу на Универзитету у Бордоу. У Паризу је преминуо 15. октобра 1989. године.

## Историја
Улица Данила Киша, једна је од млађих београдских уличица. Постоји од 1991. године, од када носи име нашег великог књижевника.

## Суседне улице
- Улица Николе Стефановића
- Улица Велимира Теодоровића[3]